# Livro de Judite

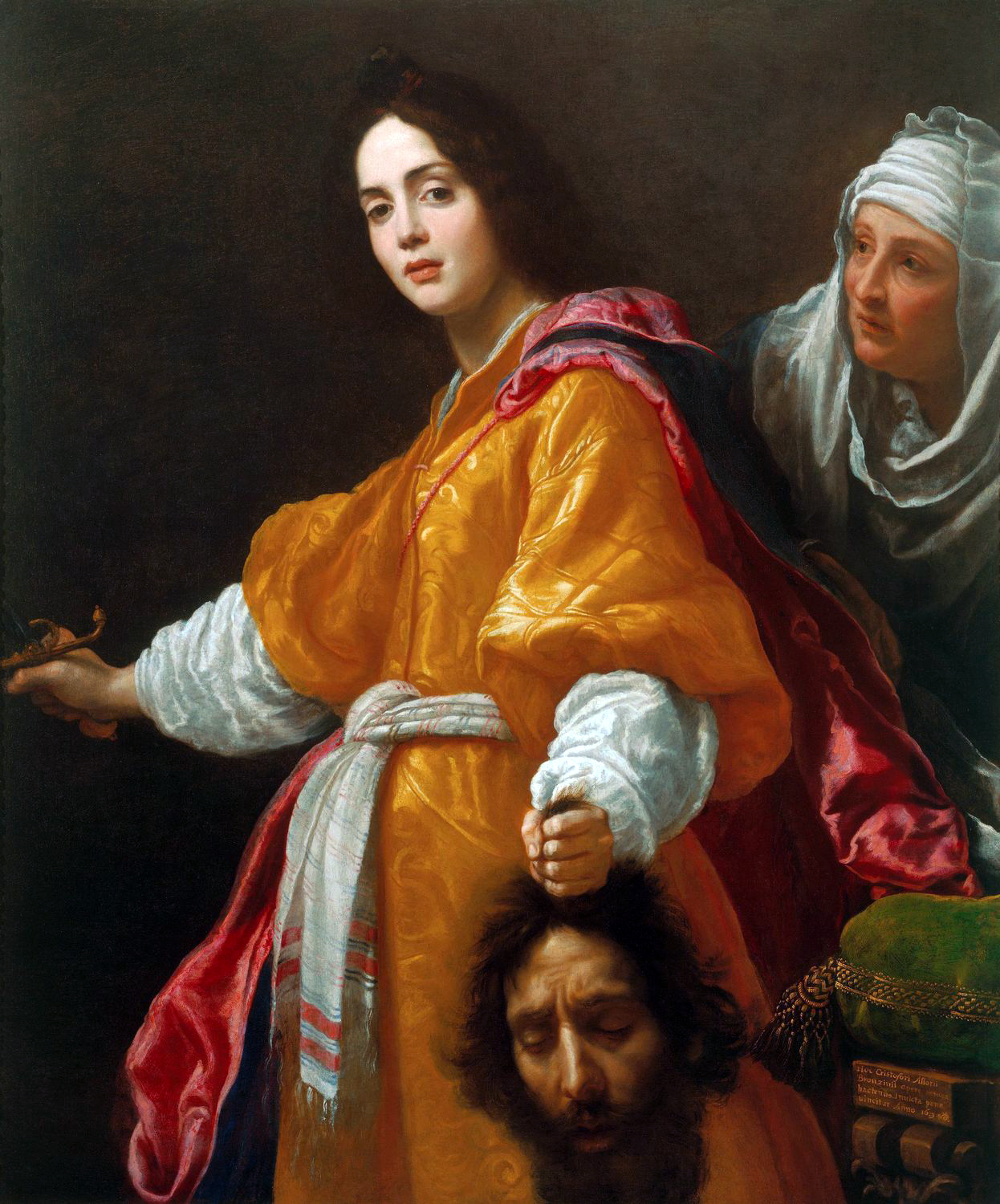
Cristofano Allori, Judith with the Head of Holofernes (1613)

Judite é um dos livros deuterocanônicos do Antigo Testamento da Bíblia Católica. Considerado um livro apócrifo na visão protestante, possui 16 capítulos. Vem depois do livro de Tobias e antes do livro de Ester.
A Edição Pastoral da Bíblia sustenta que trata-se de uma história fictícia composta para encorajar o povo a resistir e lutar, escrita provavelmente em meados do século II a.C., durante a resistência dos Macabeus ou logo após. O livro apresenta a situação difícil do povo, oprimido por uma grande potência. Por trás de Nabucodonosor II e seu império, podemos entrever a figura de qualquer dominador com seu sistema de opressão.
De acordo com a Jewish Encyclopedia, o autor do livro demonstra farto conhecimento da geografia mundial e das escrituras, no entanto ele comete o erro crasso de iniciar a história dizendo que ela se passa no décimo-segundo ano de Nabucodonosor, rei dos assírios em Nínive, e em uma época depois do retorno dos judeus do exílio; isto seria uma forma de dizer ao leitor que o livro é ficção, e não história.
Por outro lado, a Tradução Ecumênica da Bíblia sustenta que o livro teria sido escrito no final do século II AC, ou mais tarde, e que se baseia em fatos reais que teriam ocorrido durante a dominação persa, trata-se de um Midrash, no qual um núcleo que pode ser real é tratado com muita liberdade, amplificado por novos episódios fictícios, fecundado por alusões a textos bíblicos. Sendo que no caso do Livro de Judite cogita-se que o autor teria se inspirado: na astúcia de Tamar (Gn 38), no assassinato de Eglon por Ehud (Jz 3:12-30), e de Siserá por Iael (Jz 4-Jz 5), no combate entre David e Golias (I Sm 17), na intervenção de Abigail junto a David I Sm 25), entre outros.
De acordo com James Ussher, os eventos descritos no livro ocorreram nos anos 657 a.C. e 656 a.C. Ussher interpreta Nabucodonosor, citado neste livro, como um nome genérico usado para os reis da Babilônia, e identifica o rei da Assíria e da Babilônia como sendo Saosduchinus, que governou a Assíria e a Babilônia por vinte anos, a partir de 668 a.C.

## Canonicidade
Numerosas citações atestam que havia um uso difundido do Livro de Judite entre os primeiros cristãos, que foi incluído em uma lista de livros canônicos que é atribuída ao Papa Inocêncio I e data de 405. O Novo Testamento não cita o Livro de Judite, mas há semelhanças de pensamento que indicam que o livro era conhecido pela primeira geração de cristãos, tais como: Jt 1,11 e Lc 20, 11; Jt 8,6, Lc 2,37 e I Tm 5,5; Jt 8,14 e I Cor 2,11; Jt 8,25 e Tg 1,2; Jt 13,18 e Lc 1,42; Jt 13,19 e Mt 26,13.

## Conteúdo
O livro relata a história de uma piedosa viúva que sai da cidade cercada, dirige-se ao acampamento do exército inimigo e com sua beleza envolve o comandante Holofernes, que se embriaga durante um banquete e tem sua cabeça cortada pela heroína desta história.
Os três primeiros capítulos (Jt 1-Jt 3 descrevem os mecanismos de dominação das grandes potências: aparato militar, demonstração de força, intimidação, e também mostram como os pequenos países, intimidados, se submetem a tais pressões. A prepotência se torna verdadeiro ídolo, que exige adoração.
Nos quatro capítulos seguintes (Jt 4 - Jt 7), é apresentado um país pequeno, que, apesar de dominado, se prepara para reagir, através de uma fé prática, e por outro lado, descreve a irritação do opressor, que não admite insubmissão e despreza o Deus libertador presente na história. O oprimido se vê tentado a fazer as pazes e a se conformar com a escravidão.
Nos capítulos 8 e 9, a figura de Judite sugere dois símbolos que se complementam: a mulher corajosa que sai em defesa de seu povo oprimido e o próprio povo que renova sua força e fé, liderado por gente que enfrenta a covardia das autoridades e sai à luta.
Nos capítulos 10 a 13, a beleza e artimanhas de Judite simbolizam a fé, que não dispensa os meios políticos na luta para eliminar os mecanismos centrais de repressão (cabeça de Holofernes). Diante de uma primeira vitória, os outros (Aquior) se unem porque começam a ter fé no Deus que liberta. Por fim, a vitória comemorada reacende o ideal de liberdade e o prazer de louvar o Deus verdadeiro, que vence os ídolos opressores.
Diante da opressão, surge a questão de como proceder, havendo as alternativas de refugiar-se na fé, esperando que Deus resolva a situação, ou entrar no jogo da história, combatendo os poderosos com as mesmas armas. Disso, cabe refletir até que ponto Deus está presente na passividade ou na atividade histórica do seu povo.
Nesse contexto, o Livro de Judite indica que a fé autêntica é aquela que encarna a fidelidade a Deus e ao seu projeto dentro da situação histórica concreta em que o povo está vivendo. Deus estará sempre aliado com aqueles que lutam para conquistar a liberdade e a vida, procurando destruir toda e qualquer forma de escravidão e morte. Tal luta, porém, não deve realizar-se de forma temerária. É preciso agir com discernimento, para realizar ação verdadeiramente eficaz, coerente com a fé que leva para a vida.